# UGREEN
UGREEN（ユーグリーン、中: 绿联）は、Ugreen Group Ltdが所有し、広東省深圳に拠点を置く中国の家電ブランド。2012年にZhang Qingsen(张清森)によって設立されたブランドであり、ケーブルやACアダプターなどのUSBハードウェア、オーディオ機器やモバイルアクセサリーなどの他のカテゴリーの家電製品を専門としている。
Nexode RGシリーズのACアダプターは、そのロボットのような外観で知られている。
2025年4月、「UGREEN NASync DXPシリーズ」のクラウドファンディングにて、国内クラウドファンディング史上最高額 1,022,625,414円を達成。